# Plafonnier

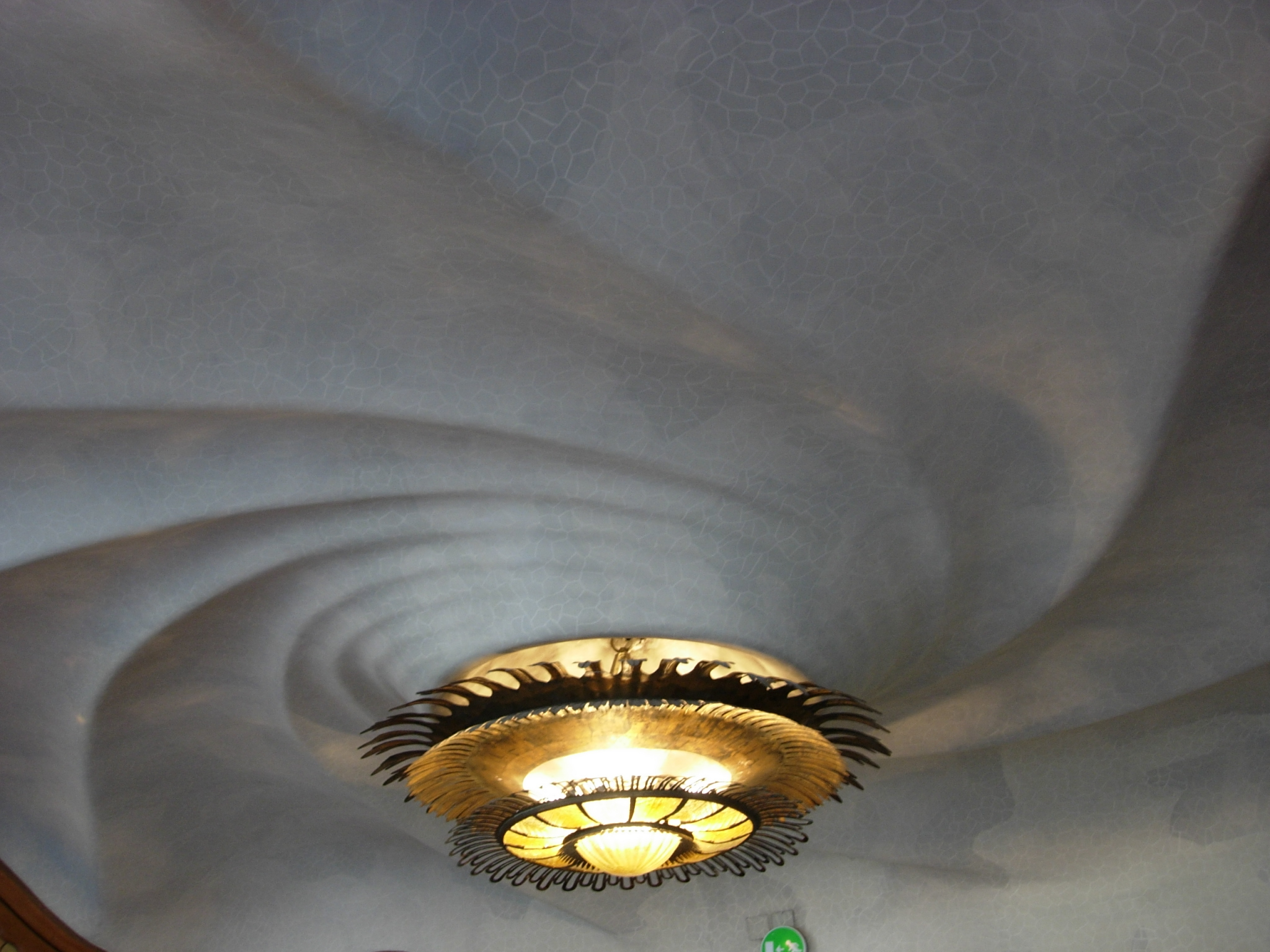
Exemple de plafonnier.

Un plafonnier est un système d'éclairage qui est fixé sur un plafond ou tout près de celui-ci.

## Notes et références

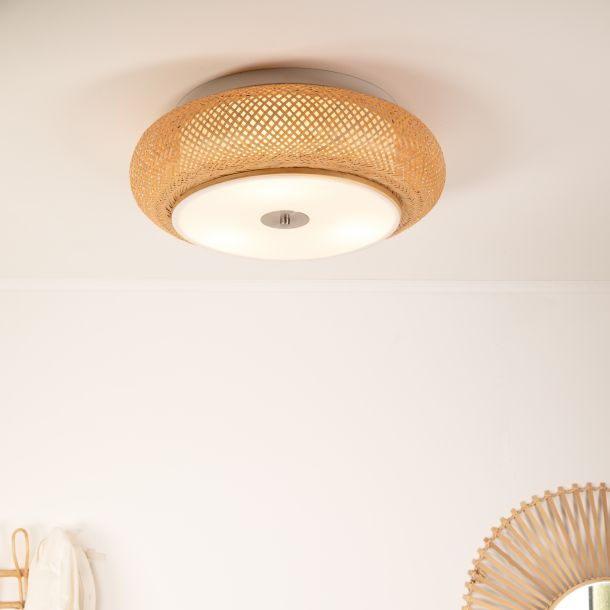
Exemple de plafonnier en matière rotin.